# Chesterfield (borough)
Chesterfield – dystrykt w hrabstwie Derbyshire w Anglii.

## Miasta
- Chesterfield i Staveley.

## Civil parishes
- Brimington i Staveley[2].